# Molorchus minor
Espèce
Molorchus minor est une espèce d'insectes coléoptères de la famille des Cerambycidae, la seule espèce du genre Molorchus en Europe.

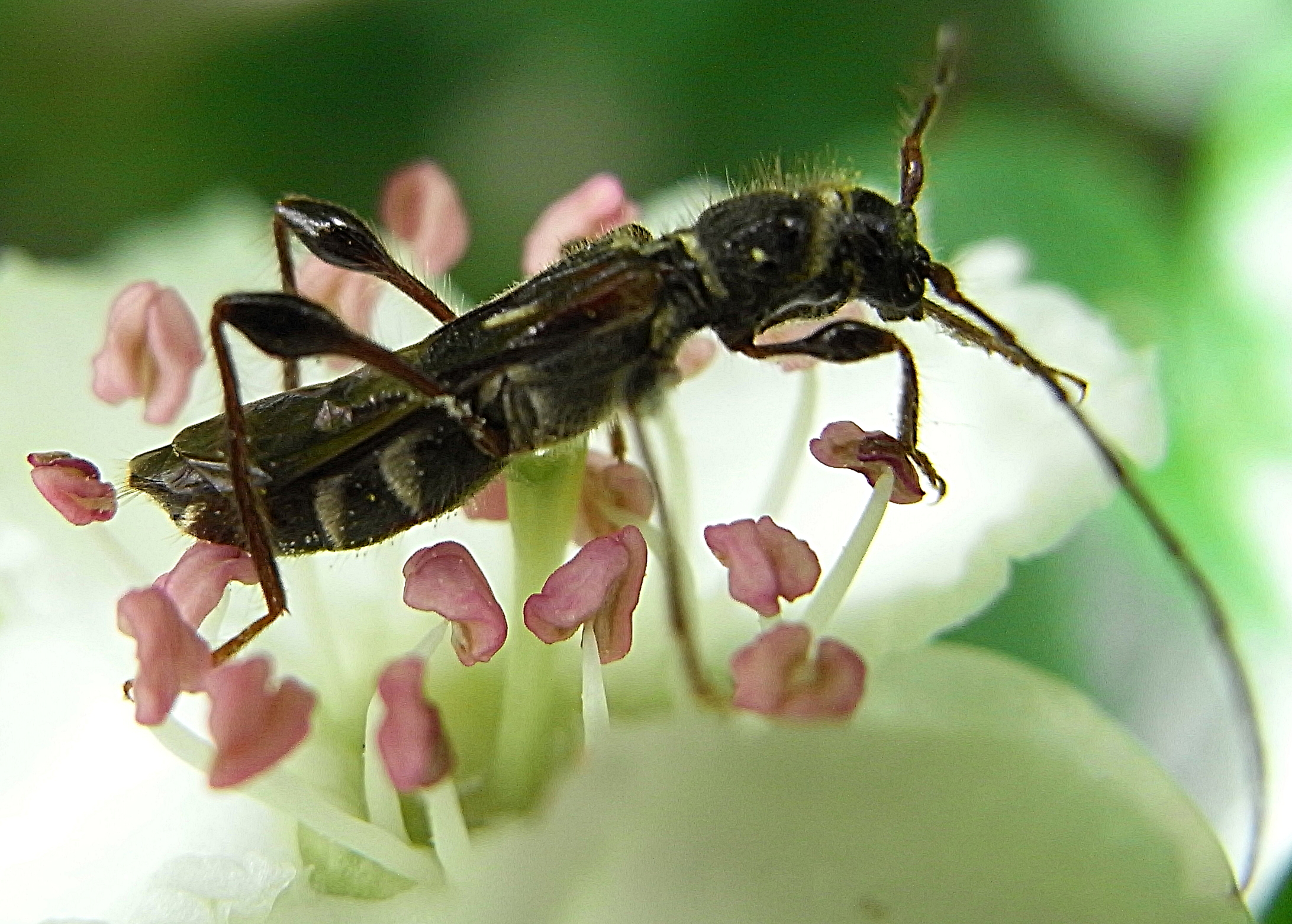
M. minor sur une fleur d'aubépine

## Description
Les adultes ont le corps long de 6 à 16 mm ; les élytres courts laissent dépasser les ailes postérieures membraneuses assurant le vol ; les fémurs présentent chacun un renflement situé à leur extrémité distale (particulièrement visible au niveau des 2e et 3e paires de pattes).

## Distribution
Europe, de l'Espagne à la Scandinavie, la Russie, la Grèce.

## Biologie
Les adultes sont observables d'avril à août sur les fleurs, les rameaux de conifères. Les larves creusent des galeries dans l'écorce des conifères.

## Taxonomie
Deux sous-espèces sont connues selon BioLib (19 janv. 2015) :
- Molorchus minor fuscus Hayashi, 1955
- Molorchus minor minor (Linnaeus, 1758).